# Petar Trbojević
Petar Trbojević (né le 9 septembre 1973 à Niš) est un joueur de water-polo yougoslave (serbe), médaillé olympique en 2000 et 2004.
- CIO
- Olympedia